# Tournoi de Wimbledon 1890
 (décembre 2023).
Si vous disposez d'ouvrages ou d'articles de référence ou si vous connaissez des sites web de qualité traitant du thème abordé ici, merci de compléter l'article en donnant les références utiles à sa vérifiabilité et en les liant à la section « Notes et références ».

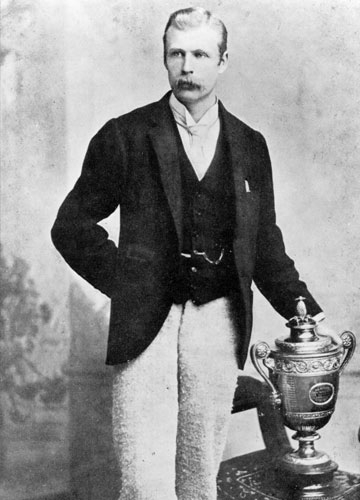
Willoughby Hamilton, vainqueur du tournoi de Wimbledon 1890

Résultats du Tournoi de Wimbledon 1890.

## Simple messieurs
Finale : Willoughby Hamilton  Royaume-Uni bat William Renshaw  Royaume-Uni 6-8, 6-2, 3-6, 6-1, 6-1

## Simple dames
Finale : Lena Rice  Royaume-Uni bat May Jacks  Royaume-Uni 6-4, 6-1